# Rookkorst
Rookkorst (Catillaria) is een geslacht van schimmels uit de familie Catillariaceae. De typesoort is Catillaria chalybeia. Het geslacht is beschreven door de Italiaanse lycoloog Abramo Bartolommeo Massalongo  en werd voor het eerst in 1852 geldig gepubliceerd.   

## Soorten
Volgens Index Fungorum bevat het geslacht 54 soorten (peildatum februari 2023):
| Soortnaam                                      | Auteur(s)                          | Publicatiejaar |
| ---------------------------------------------- | ---------------------------------- | -------------- |
| Catillaria alboflavicans                       | (Müll. Arg.) Zahlbr.               | 1926           |
| Catillaria aphana                              | (Nyl.) Coppins                     | 1989           |
| Catillaria atomarioides (granietrookkorst)     | (Müll. Arg.) H. Kilias             | 1981           |
| Catillaria australica                          | Räsänen                            | 1944           |
| Catillaria austrolittoralis                    | Kantvilas & van den Boom           | 2013           |
| Catillaria baliola                             | (Nyl.) Orange                      | 2022           |
| Catillaria banksiae                            | (Müll. Arg.) Zahlbr.               | 1926           |
| Catillaria brisbanensis                        | Räsänen                            | 1949           |
| Catillaria chalybeia (donkere rookkorst)       | (Borrer) A. Massal.                | 1852           |
| Catillaria contristans                         | (Nyl.) Zahlbr.                     | 1926           |
| Catillaria croceella                           | (Nyl.) Zahlbr.                     | 1926           |
| Catillaria distorta                            | Körb.                              | 1862           |
| Catillaria effugiens                           | (Müll. Arg.) Zahlbr.               | 1926           |
| Catillaria erysiboides                         | (Nyl.) Th. Fr.                     | 1874           |
| Catillaria flavicans                           | (Müll. Arg.) Zahlbr.               | 1926           |
| Catillaria flexuosa                            | van den Boom & Alvarado            | 2021           |
| Catillaria frenchiana                          | (Müll. Arg.) Zahlbr.               | 1926           |
| Catillaria fungoides (steriele rookkorst)      | Etayo & van den Boom               | 2001           |
| Catillaria gerroana                            | P.M. McCarthy & Elix               | 2017           |
| Catillaria gilbertii                           | Fryday & Coppins                   | 1996           |
| Catillaria glaucogrisea                        | Fryday                             | 2004           |
| Catillaria glauconigrans                       | (Tuck.) Hasse                      | 1909           |
| Catillaria golubkovae                          | Kotlov                             | 2002           |
| Catillaria grossulina                          | (Stirt.) Zahlbr.                   | 1926           |
| Catillaria japonica                            | Zhurb. & Hafellner                 | 2020           |
| Catillaria laevigata                           | P.M. McCarthy & Elix               | 2018           |
| Catillaria laevis                              | (M. Brand & van den Boom) Cl. Roux | 2020           |
| Catillaria lenticularis (lichte rookkorst)     | (Ach.) Th. Fr.                     | 1874           |
| Catillaria lobariicola                         | (Alstrup) Coppins & Aptroot        | 2008           |
| Catillaria melaclina                           | (Nyl.) Zahlbr.                     | 1926           |
| Catillaria melaclinoides                       | (Müll. Arg.) Zahlbr.               | 1926           |
| Catillaria minuta                              | (Schaer.) Lettau                   | 1912           |
| Catillaria modesta                             | (Müll. Arg.) Coppins               | 1989           |
| Catillaria mycophila                           | (Müll. Arg.) Zahlbr.               | 1926           |
| Catillaria nigroclavata (boomrookkorst)        | (Nyl.) J. Steiner                  | 1898           |
| Catillaria nigroisidiata (isidieuze rookkorst) | van den Boom                       | 2002           |
| Catillaria patteeana                           | D.P. Waters & Lendemer             | 2019           |
| Catillaria phaeoloma                           | (C. Knight) Zahlbr.                | 1926           |
| Catillaria picila                              | (A. Massal.) Coppins               | 1989           |
| Catillaria rimosa                              | Zahlbr.                            | 1926           |
| Catillaria rudolphii                           | C.W. Dodge                         | 1955           |
| Catillaria scleroplaca                         | (Müll. Arg.) Zahlbr.               | 1926           |
| Catillaria scotinodes                          | (Nyl.) Coppins                     | 1989           |
| Catillaria stereocaulorum                      | (Th. Fr.) H. Olivier               | 1905           |
| Catillaria subfuscata                          | (Nyl.) Zahlbr.                     | 1926           |
| Catillaria subpraedicta                        | M. Brand & van den Boom            | 2010           |
| Catillaria subviridis                          | (Nyl.) Zahlbr.                     | 1926           |
| Catillaria superflua                           | (Müll. Arg.) Zahlbr.               | 1926           |
| Catillaria tasmanica                           | Räsänen                            | 1944           |
| Catillaria tenuilimbata                        | (C. Knight) Zahlbr.                | 1926           |
| Catillaria trachonoides                        | (Nyl.) Zahlbr.                     | 1926           |
| Catillaria ulleungdoensis                      | S.Y. Kondr., Lőkös & Hur           | 2016           |
| Catillaria umbratilis                          | Jatta                              | 1911           |
| Catillaria usneicola                           | Etayo                              | 2000           |